# Ghana aux Jeux olympiques d'été de 2000
Le Ghana participe aux Jeux olympiques d'été de 2000 à Sydney. Sa délégation est composée de 22 athlètes répartis exclusivement en athlétisme et en boxe et son porte-drapeau est Kennedy Osei. Au terme des Olympiades, la nation n'est pas à proprement classée puisqu'elle ne remporte aucune médaille. 

## Nombre d'athlètes qualifiés par sport
Voici la liste des qualifiés et sélectionnés Ghanéens par sport (remplaçants compris) :
| Sport      | Hommes | Femmes | Total |
| ---------- | ------ | ------ | ----- |
| Athlétisme | 12     | 6      | 18    |
| Boxe       | 4      | 0      | 4     |

## Liste des médaillés ghanéens
Aucun athlète ghanéen ne remporte de médaille durant ces JO.

## Athlétisme
| Athlète                                                             | Épreuve          | Série         | Série | Quart de Finale | Quart de Finale | Demi-finale | Demi-finale | Finale  | Finale  |
| Athlète                                                             | Épreuve          | Temps         | Rang  | Temps           | Rang            | Temps       | Rang        | Temps   | Rang    |
| ------------------------------------------------------------------- | ---------------- | ------------- | ----- | --------------- | --------------- | ----------- | ----------- | ------- | ------- |
| Abdul-Aziz Zakari                                                   | 100 m            | 10 s 31       | 1er   | 10 s 22         | 3e              | 10 s 16     | 4e          | DNF     | /       |
| Leo Myles-Mills                                                     | 100 m            | 10 s 15       | 3e    | 10 s 23         | 2e              | 10 s 25     | 5e          | Eliminé | Eliminé |
| Christian Nsiah                                                     | 100 m            | 10 s 44       | 5e    | Eliminé         | Eliminé         | Eliminé     | Eliminé     | Eliminé | Eliminé |
| Albert Agyemang                                                     | 200 m            | 21 s 22       | 6e    | Eliminé         | Eliminé         | Eliminé     | Eliminé     | Eliminé | Eliminé |
| Tanko Braimah                                                       | 200 m            | DSQ           | /     | Eliminé         | Eliminé         | Eliminé     | Eliminé     | Eliminé | Eliminé |
| Christian Nsiah Kenneth Andam Abdul-Aziz Zakari Leonard Myles-Mills | Relais 4 × 100 m | DNF           | /     | Eliminé         | Eliminé         | Eliminé     | Eliminé     | Eliminé | Eliminé |
| Daniel Adomako Nathaniel Martey Abu Duah Daniel Mensah Kwei         | Relais 4 × 400 m | 3 min 07 s 07 | 4e    | Eliminé         | Eliminé         | Eliminé     | Eliminé     | Eliminé | Eliminé |

| Athlète      | Épreuve          | Qualification | Qualification | Finale      | Finale  |
| Athlète      | Épreuve          | Performance   | Rang          | Performance | Rang    |
| ------------ | ---------------- | ------------- | ------------- | ----------- | ------- |
| Mark Awere   | Saut en longueur | 7,57 m        | 34e           | Eliminé     | Eliminé |
| Andrew Owusu | Triple saut      | 14,12 m       | 38e           | Eliminé     | Eliminé |

### Femmes
| Athlète                                                      | Épreuve          | Séries  | Séries | Quarts de finale | Quarts de finale | Demi-finales | Demi-finales | Finale  | Finale  |
| Athlète                                                      | Épreuve          | Temps   | Rang   | Temps            | Rang             | Temps        | Rang         | Temps   | Rang    |
| ------------------------------------------------------------ | ---------------- | ------- | ------ | ---------------- | ---------------- | ------------ | ------------ | ------- | ------- |
| Vida Nsiah                                                   | 100 m            | 11 s 18 | 3e     | 11 s 19          | 2e               | 11 s 37      | 5e           | Eliminé | Eliminé |
| Monica Twum                                                  | 100 m            | 11 s 48 | 2e     | 11 s 70          | 7e               | Eliminé      | Eliminé      | Eliminé | Eliminé |
| Monica Twum                                                  | 200 m            | 23 s 51 | 6e     | Eliminé          | Eliminé          | Eliminé      | Eliminé      | Eliminé | Eliminé |
| Hellena Wrappah                                              | 200 m            | 23 s 64 | 7e     | Eliminé          | Eliminé          | Eliminé      | Eliminé      | Eliminé | Eliminé |
| Mavis Akoto Monica Twum Vida Anim Vida Nsiah Veronica Bawuah | Relais 4 × 100 m | 43 s 77 | 3e     | Non disputé      | Non disputé      | 43 s 19      | 5e           | Eliminé | Eliminé |

## Boxe

### Hommes
| Athlète       | Catégorie       | 16e de finale                               | 8e de finale          | Quart de finale     | Demi-finale         | Finale              |
| Athlète       | Catégorie       | Adversaire Résultat                         | Adversaire Résultat   | Adversaire Résultat | Adversaire Résultat | Adversaire Résultat |
| ------------- | --------------- | ------------------------------------------- | --------------------- | ------------------- | ------------------- | ------------------- |
| Ray Narh      | Poids légers    | Victoire Équipe olympique des réfugiés 15-0 | Défaite Ukraine 11-17 | Eliminé             | Eliminé             | Eliminé             |
| Ben Neequaye  | Poids welters   | Victoire Kenya 14-2                         | Défaite Algérie 6-15  | Eliminé             | Eliminé             | Eliminé             |
| Adama Osumanu | Poids moyens    | Défaite Tunisie 1-16                        | Eliminé               | Eliminé             | Eliminé             | Eliminé             |
| Charles Adamu | Poids mi-lourds | Victoire Royaume-Uni 3-16                   | Défaite Ukraine 5-13  | Eliminé             | Eliminé             | Eliminé             |